# Alice Greene
Alice Norah Gertrude Greene (15 de octubre de 1879 – 26 de octubre de 1956) fue una jugadora de tenis británica que compitió en los Juegos Olímpicos de 1908 en Londres.
Greene ganó la medalla de plata olímpica en tenis en los Juegos Olímpicos de 1908 en Londres. Terminó segunda en el torneo individual femenino. En la final de singles de categoría de salón, perdió ante su compatriota Gwendoline Eastlake-Smith con el marcador de 2-6, 6-4, 0-6. En categoría individual de tenis,en estos mismos Juegos Olímpicos, terminó quinta.